# Paweł Kowalski (piłkarz)
Paweł Kowalski (ur. 10 lutego 1937 w Pabianicach, zm. 3 czerwca 2016) – polski piłkarz grający na pozycji obrońcy, reprezentant Polski, trener piłkarski.

## Życiorys
Był wychowankiem PTC Pabianice. W czasie służby wojskowej w latach 1958–1960 występował w Śląsku Wrocław. Później do 1971 był piłkarzem ŁKS Łódź. W latach 1975–1976 grał i trenował w klubach z Chicago i Toronto. W reprezentacji Polski zadebiutował w rozegranym 21 maja 1967 spotkaniu z Belgią, ostatni raz zagrał rok później. Łącznie w biało-czerwonych barwach rozegrał cztery spotkania.
Po zakończeniu kariery zawodniczej został trenerem, przez ponad 30 lat pracował w wielu klubach. Prowadził zespoły pierwszoligowe, ale przede wszystkim drugoligowe. Do najwyższej klasy rozgrywkowej awansował z ŁKS Łódź (jako asystent trenera w sezonie 1970/71), Polonią Bytom (1985/86), Motorem Lublin (1988/89), Widzewem Łódź (1990/91) i GKS Katowice (1999/2000 – zespół objął w rundzie wiosennej).